# Osservatorio astronomico di Tavolaia
L'osservatorio astronomico di Tavolaia è situato nell'omonima frazione di Santa Maria a Monte, in Toscana. È stato realizzato nel 1999 su un vecchio fabbricato ad uso scolastico.

## Strumentazione
L'osservatorio è dotato principalmente di un telescopio riflettore in configurazione Newton e Cassegrain del diametro di 40 cm, a cui si aggiungono altri due telescopi newtoniani da 30 cm e 25 cm.

## Attività
L'osservatorio è gestito dall'associazione Isaac Newton, costituita nel 1992, e si svolgono attività di ricerca, come di divulgazione e didattica. Si segnala per la scoperta della stella variabile UCAC4 410-066217 e della supernova SN 2008ea.
Il 30 dicembre 2019 presso l'impianto è stata confermata la scoperta di una nuova supernova, denominata con la sigla AT2019zhs.